# Rédempt de la Croix
Thomas Rodrigues da Cunha (en religion Rédempt de la Croix ou frère Redento da Cruz), né à Paredes au Portugal en 1590 et mort à Sumatra en Indonésie le 29 novembre 1638, est un marin devenu frère carme déchaux, et mort en martyr avec Pierre Berthelot ou Denis de la Nativité. Ils sont tous les deux reconnus comme bienheureux par l'Église catholique, et fêtés le 29 novembre.

## Vie
Deuxième enfant de Baltazar Pereira et de Maria da Cunha (en tout quatre garçons et deux filles), de familles nobles et riches, il nait en 1590 dans leur maison située dans le village de Lizouros près de Paredes de Coura. 
À l'âge de 19 ans, il s’engage dans la marine et s'embarque naviguant sur les mers orientales. D’abord aspirant officier, il devient capitaine de frégate pour son courage dans les batailles auxquelles il prend part, puis attaché à la capitainerie de Méliapour en Inde. 
Malgré sa réussite, il ressent au plus profond de lui un autre appel, et petit à petit il développe l'idée d'une vie plus religieuse. Justement, profitant d'un déplacement à Tatta dans le royaume de Sind de l'Empire moghol (aujourd'hui au Pakistan), il découvre l'univers des carmes thérésiens qui le séduit par le genre de vie et la dévotion à la Vierge Marie.   
Répondant à cette nouvelle vocation qu'il soutient par la prière, il se décide à rentrer dans les ordres. Malgré de premières réticences de la part du prieur, il est accepté pour sa période de noviciat. Témoignant d'obéissance et de bonnes dispositions aux services les plus humbles, il accomplit ses vœux, et change son nom en frère Redento da Cruz, Rédempt de la Croix ("Sauvé par la Croix").   
En 1620, il est envoyé au nouveau couvent des Carmes à Goa (Inde) où lui sont confié les places de portier et de sacristain. Il gagne la sympathie de l'ensemble des frères pour sa convivialité, sa gentillesse, sa gaieté et son sens de l'humour. Puis en 1635, il fait la connaissance du père Denis de la Nativité, carme français natif de Honfleur, qui le choisit en 1638 comme assistant quand lui est confié une nouvelle mission, cette fois au sultanat d'Achem.

### Martyre
Fin septembre 1638, il fait donc parti de l'expédition diplomatique envoyée à Achem, au nord de Sumatra en Indonésie, où elle arrive le 25 octobre. Mais les Hollandais, qui s'opposaient depuis plusieurs années aux Portugais pour le contrôle des routes commerciales des Indes, persuadèrent le prince d'Achem que cette délégation n'était qu'une ruse pour endormir sa méfiance. Ils prétendaient que les Portugais avaient des ambitions guerrières dont le prince devait faire les frais. 
C'est ainsi qu'ils sont dénoncés comme espions et mis aux fers. Certains membres de l'expédition sont finalement libérés, mais les musulmans décident de négocier la libération des autres captifs, sous réserve de leur conversion à l'islam. Lorsqu'ils refusent de renier leur foi, ils sont condamnés à de sévères tortures. D’abord criblés de flèches et frappés à coups de cimeterre, ils sont transpercés de nombreux coups de lance et d’épée, et pour finir décapités. D'après le père Thomas de Jésus, ils auraient été 60 à être martyrisés le jour même, Rédempt de la Croix tué le premier.

## Béatification
Il a été proclamé bienheureux le 10 juin 1900 par le pape Léon XIII.
Sa fête est célébrée conjointement avec celle de Denis de la Nativité, le 29 novembre. Leur fête a rang de mémoire.